# 조이 지오바니

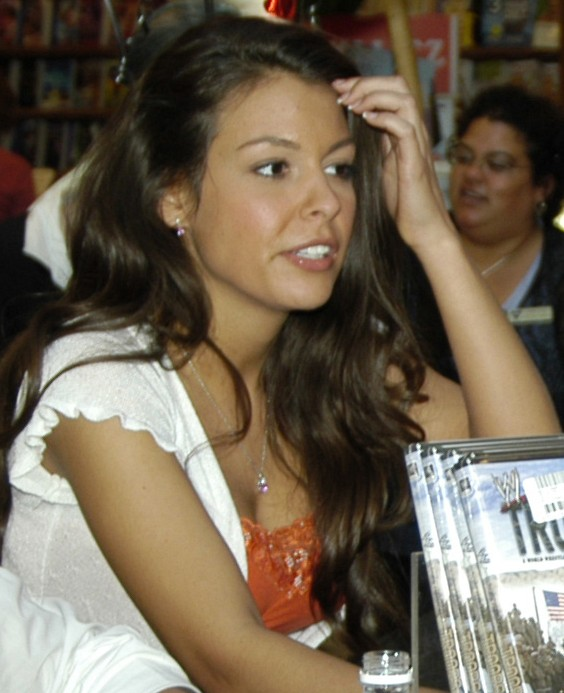

조이 지오바니(Joy Giovanni, 1978년 1월 20일 ~ )는 미국의 배우, 모델, 프로 레슬링 선수, 영화배우, 매니저이다.
보스턴에서 태어났다.

## 영화
- 프리티 쿨 2 (2007년)
- WWE 스맥다운! (1999년) - 본인 역
- WWE 로우 이즈 워 (1997년) - 본인 역